# Stadial
Un stadial est une période de climat froid alors qu'un interstadial est une période de climat plus doux située entre deux stadiaux. Les stadiaux et les interstadiaux ont rythmé la période quaternaire, à savoir les derniers 2,6 millions d'années.
Chaque phase climatique du quaternaire est associée à un numéro d'étage isotopique marin (EIM), définies sur la base des proportions isotopiques de l'oxygène et qui décrit l'alternance entre périodes chaudes et froides. La numérotation commence au temps présent et remonte le temps. Les stadiaux ont des numéros pairs et des interstadiaux des numéros impairs. L'interstadial actuel de l'Holocène est donc l'EIM 1 et le dernier pic glaciaire est l'EIM 2.
Les étages isotopiques marins sont parfois subdivisés en sous-stadiaux et sous-interstadiaux correspondant à des fluctuations climatiques secondaires au sein étages du régime principal. On les mentionnent par des lettres. Ainsi, l’interstadial EIM 5, également appelé interglaciaire sangamonien qui inclut deux périodes de refroidissement relatif est subdivisé en trois sous-interstadiaux (5a, 5c et 5e) et deux sous-stadiaux (5b et 5d). Un  stadial tel que MIS 6 serait subdivisé par des périodes de réchauffement relatif, de sorte que, dans ce cas, les première et dernière subdivisions seraient des stadiaux : les EIM 6a, 6c et 6e par opposition aux 6b et 6d qui sont des interstadiaux.

## Interstadiaux et interglaciaires
En général, les stadiaux durent de l’ordre du millier d'années, les interstadiaux moins de dix mille ans alors que les interglaciaires plus de dix mille ans et les glaciaires environ cent mille.
L’interstadial EIM 1 recouvre la totalité de l’actuel interglaciaire holocène, tandis que la glaciation du Wisconsin englobe les EIM 2, 3 et 4.
Les glaciaires et les interglaciaires font référence à des cycles de l'ordre de 100 000 ans associés aux cycles de Milanković, tandis que stadiaux et interstadiaux sont définis à partir des mesures d'isotopes de l'oxygène dans les prélèvements.

## Liste de stadiaux et d'interstadiaux

### Interstadial de Bølling - Allerød
Les interstadiaux de Bølling et d'Allerød sont regroupés pour former l'interstadial de Bølling - Allerød qui s'étend de 14 700 à 12 700 ans avant présent.

### Périodes du Dryas
Les Dryas ancien, moyen et récent sont les trois stadiaux qui sont survenus pendant la phase de réchauffement depuis le dernier maximum glaciaire. Le Dryas ancien s'est produit entre les interstadiaux de Bølling et d'Allerød. Ces trois épisodes portent le nom d'une espèce de plantes arctiques, Dryas octopetala, qui ont proliféré pendant ces périodes froides.

## Évènements de Dansgaard-Oeschger
Les carottes de glace du Groenland révèlent la présence de 24 interstadiaux au cours des cent mille ans que dure la glaciation du Wisconsin. Appelés évènements de Dansgaard-Oeschger, ils ont fait l'objet de nombreuses études et, dans leurs contextes nord-européens, sont parfois nommés d'après des villes telles que Brørup, Odderade, Oerel, Glinde, Hengelo ou Denekamp.

### Traduction
- (en) Cet article est partiellement ou en totalité issu de l’article de Wikipédia en anglais intitulé « Stadial » (voir la liste des auteurs).